# 查克·哈格尔
查尔斯·蒂莫西·“查克”·哈格尔（英語：Charles Timothy "Chuck" Hagel，1946年10月4日—），美国政治人物，共和黨人，曾任两届为期12年的联邦参议员，2013年2月27日至2015年2月17日出任第24任美国國防部長。

## 生平

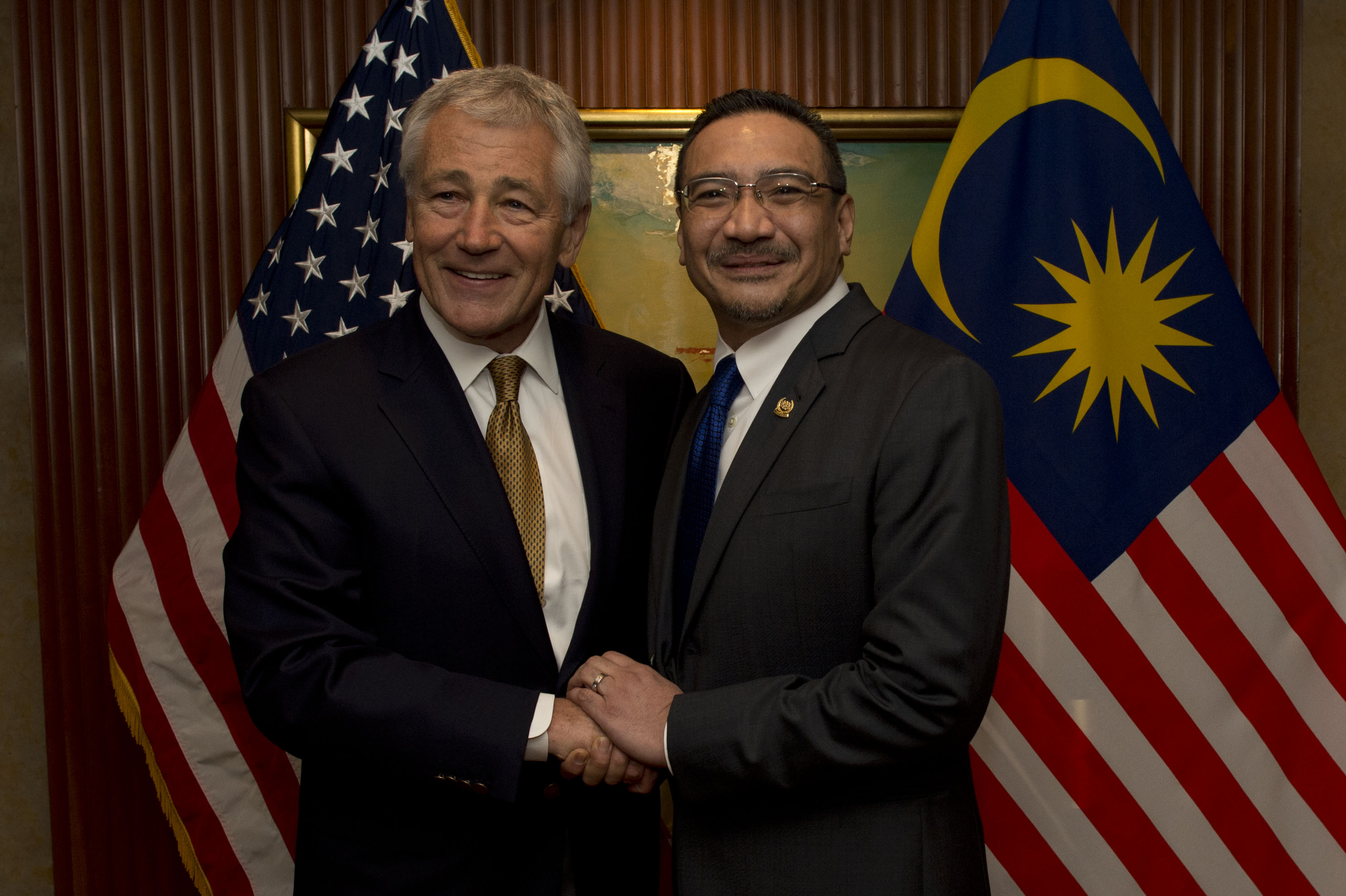
2013年6月哈格爾与马来西亚国防部长希山慕丁·胡先会面

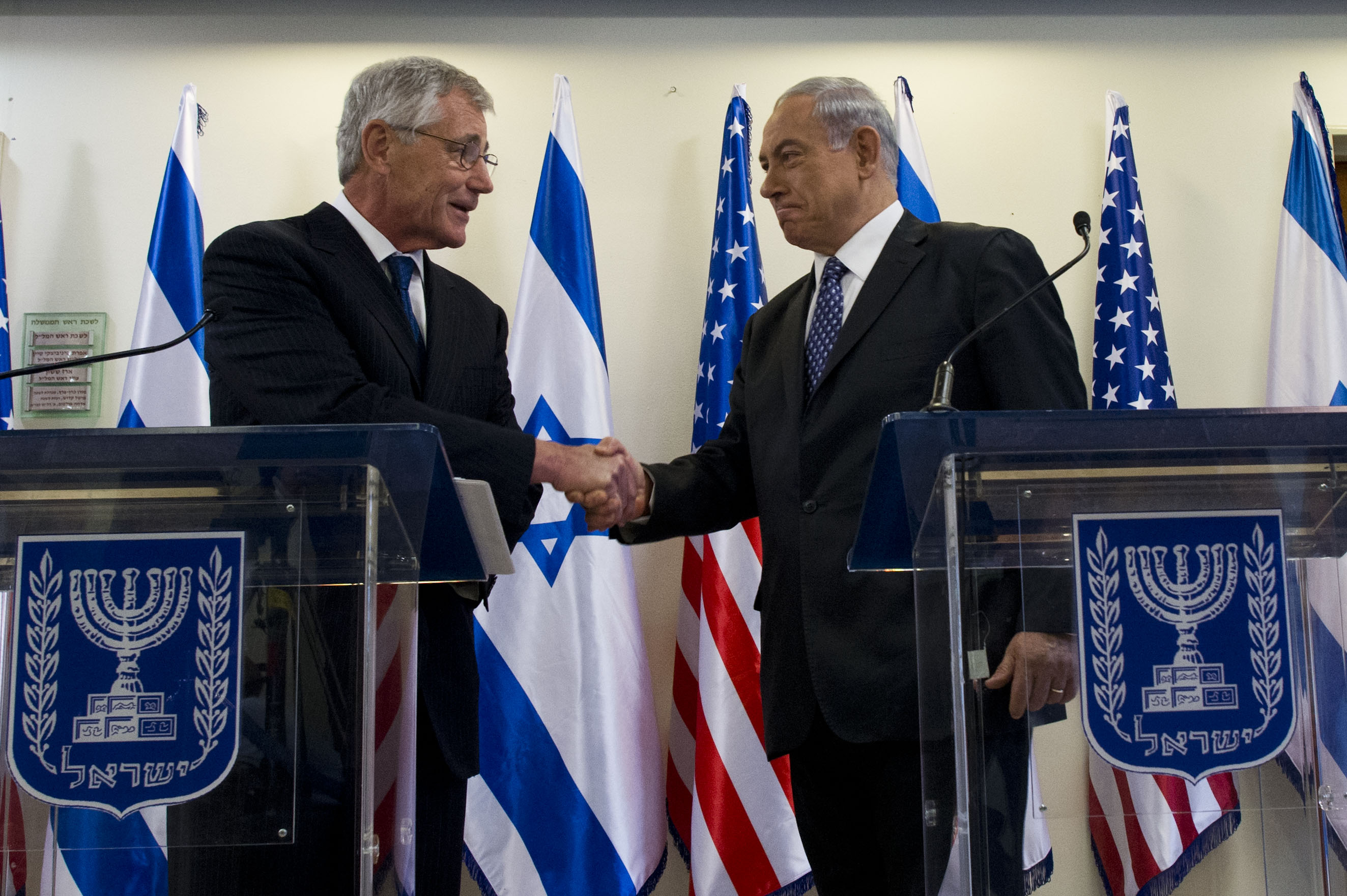
2014年5月哈格爾与以色列总理本雅明·内塔尼亚胡会面

2013年1月7日，奥巴马提名哈格尔为新一任国防部长人选；2月26日参议院以58对41票的结果通过了这项提名，他接替莱昂·帕內塔成为第24任国防部长。
2014年11月24日，哈格爾宣佈辭職，獲總統奧巴馬接納，並將留任至選出國防部長人選為止。
2024年9月18日，查克·哈格尔在一封公開信中與其他111名前共和黨政客表態支持賀錦麗競選2024年美國總統選舉。

## 荣誉

### 外国勋章奖章
- 旭日大绶章（日本，2019年5月21日公布[5]）